# Channon Roe
Pour les articles homonymes, voir Roe.
Channon Roe est un acteur américain né le 27 octobre 1969 à Pasadena, Californie ((États-Unis).

## Biographie
Channon Roe est né le 27 octobre 1969 à Pasadena, Californie (États-Unis).
Il a étudié à la British Academy of Dramatic Arts.

## Filmographie

### Cinéma

#### Longs métrages
- 1995 : The Low Life de George Hickenlooper : Brophy
- 1995 : Soldier Boyz de Louis Morneau : Craig
- 1996 : Bio-Dome de Jason Bloom : Roach
- 1996 : Persons Unknown de George Hickenlooper : Lewis
- 1997 : Boogie Nights de Paul Thomas Anderson : Joe, le surfer
- 1997 : Kiss & Tell de Jordan Alan : L'homme en colère
- 1998 : Big Party (Can't Hardly Wait) d'Harry Elfont et Deborah Kaplan : Jake
- 1998 : Dante's View de Steven A. Adelson : Steven
- 1998 : Stir de Rodion Nakhapetov : Le chauffeur de taxi
- 1998 : Girl de Jonathan Kahn : Kevin
- 1999 : Full Blast d'Eric Mintz : Razor
- 1999 : Junked de Lance Lane : Jimmy
- 2000 : Psycho Beach Party de Robert Lee King : Wedge Riley
- 2000 : A Man Is Mostly Water de Fred Parnes : Un témoin
- 2000 : Spin Cycle de Scott Marshall : Bobby Loco
- 2001 : Les agents doubles (Angels Don't Sleep Here) de Paul Cade : Détective Jay Stanton
- 2002 : Mi amigo de Milton Brown : Bobby Ray jeune
- 2006 : Carnage : Les Meurtres de l'étrangleur de Hillside (Rampage: The Hillside Strangler Murders) de Chris Fisher : Dave
- 2006 : Beautiful Dreamer de Terri Farley-Teruel : Ray
- 2009 : En territoire ennemi 3 : Mission Colombie (Behind Enemy Lines: Colombia) de Tim Matheson : Kevin Derricks
- 2009 : The Harsh Life of Veronica Lambert de Nika Agiashvili : Zippy
- 2012 : Chasing Mavericks de Curtis Hanson et Michael Apted : Bob Pearson

#### Court métrage
- 2005 : Stray de Theresa Wingert : Jack Logan
- 2013 : Eddie de Cort Kristensen : Eddie

### Télévision

#### Séries télévisées
- 1994 : Angela, 15 ans (My So-Called Life) : Billy
- 1995 : Le Retour des envahisseurs (The Invaders) : Détective Rudnik
- 1996 : Kindred : Le Clan des maudits (Kindred: The Embraced) : Cash
- 1996 : Les Anges du bonheur (Touched by an Angel) : Lucas Tremaine
- 1997 : New York Police Blues (NYPD Blue) : Jimmy Mosler
- 1997 : Spawn : Joey (voix)
- 1997 : X-Files : Aux frontières du réel (The X-Files) : Derek Banks
- 1998 : Brooklyn South : Remy
- 1998 : Le Caméléon (The Pretender) : Pat Rush
- 1998 : Welcome to Paradox : Hemeac
- 1998 : Significant Others : Nicky
- 1999 : Buffy contre les vampires (Buffy the Vampire Slayer) : Jack O'Toole
- 1999 : Jack and Jill : Nolan
- 2000 : Le Fugitif (The Fugitive) : Adam Bennett
- 2001 : Division d'élite (The Division) : Steve
- 2001 : On the Road Again : Baggo
- 2002 : Charmed : Cree
- 2002 : Fastlane : Tommy K
- 2002 / 2010 : Les Experts : Miami (CSI: Miami) : Brad Repkin / Keith Garwood
- 2003 / 2009 : FBI : Portés disparus (Without a Trace) : Drew Anderson
- 2005 : Deadwood : Dan
- 2005 / 2012 - 2013 : Les Experts (CSI: Crime Scene Investigation) : Douglas Granger / Lenny "Moondog" Vanders
- 2006 : 24 Heures chrono (24) : Cal
- 2006 : Windfall : Des dollars tombés du ciel (Windfall) : Jeremy
- 2006 : Newport Beach (The O.C.) : Jake
- 2007 : Prison Break : Un voleur
- 2007 - 2008 : Dirt : Jeff Stagliano
- 2008 - 2009 : Head Case : Tard
- 2009 : NCIS : Enquêtes spéciales (NCIS) : Greg Lambro
- 2009 : Castle : Kevin Henson
- 2009 : Cold Case : Affaires classées (Cold Case) : John "The Doctor" Norwood en 1963
- 2009 - 2010 : The Line : William "Billy" Cline
- 2010 : Terriers : William
- 2010 : Undercovers : Larry
- 2010 : The Genesis Files : Terry
- 2011 : Justified : Cutter
- 2011 : The Chicago Code : Scott Bradnick
- 2011 : Dr House (House M.D) : Emory
- 2011 / 2013 : NCIS : Los Angeles :
- 2012 : Breakout Kings : Ted Ermin
- 2012 : Vegas : Victor Mannon
- 2015 : First Murder (Murder in the First) : Riley Maker

#### Téléfilms
- 1995 : Portrait dans la nuit (Sketch Artist II: Hands That See) de Jack Sholder : Un surfeur
- 1995 : The Courtyard de Fred Walton : Mr Pizza
- 1996 : Secrets enfouis (Buried Secrets) de Michael Toshiyuki Uno : Johnny Toussard
- 1996 : Marshal Law de Stephen Cornwell : Skin